# Ditton (Berkshire)
Ditton is een plaats (buitenwijk) in het bestuurlijke gebied Slough, in het Engelse graafschap Berkshire. 